# Patrik Kristiansson
Patrik Kristiansson (Gotemburgo, Suecia, 3 de junio de 1977) es un atleta sueco, especialista en la prueba de salto con pértiga, en la que ha logrado ser medallista de bronce mundial en 2003.

## Carrera deportiva
En el Mundial de París 2003 ganó la medalla de bronce en salto con pértiga, con un salto de 5.85 metros que fue su mejor marca personal, quedando tras el italiano Giuseppe Gibilisco (oro con 5.90 metros que fue el récord nacional italiano) y el sudafricano Okkert Brits (plata con 5.85 metros).